# Râul Tratel
Râul Tratel este un curs de apă, afluent al râului Blahnița.